# Janus Henderson
Janus Henderson er en britisk-amerikansk formueforvaltningsvirksomhed med hovedkvarter i London. De tilbyder finansielle produkter til private, investeringsrådgivere og institutionelle investorer. De har aktiver under forvaltning for 251 mia. USD.
Koncernen moderselskab Janus Henderson Group plc er registreret på Jersey og børsnoteret på New York Stock Exchange og Australian Securities Exchange.
Janus Henderson blev etableret ved en fusion mellem Janus Capital Group og Henderson Group i maj 2017